# Schwingt freudig euch empor
Schwingt freudig euch empor (BWV 36) ist eine Kirchenkantate von Johann Sebastian Bach. Er komponierte sie in Leipzig für den 1. Advent und führte sie am 2. Dezember 1731 erstmals auf.

## Geschichte und Worte
Bach schrieb die Kantate 1731 in Leipzig für den 1. Advent, den Beginn des lutherischen Kirchenjahres. Dieser Sonntag war in Leipzig der einzige Adventssonntag, an dem eine Kantate aufgeführt wurde, an den weiteren wurde tempus clausum eingehalten. Die vorgeschriebenen Lesungen waren Röm 13,11–14 , „Die Nacht ist vorgerückt, der Tag aber herbei kommen“, und Mt 21,1–9 , der Einzug Jesu in Jerusalem. Die Kantate geht auf eine Glückwunschkantate mit dem gleichen Textanfang aus dem Jahr 1725 zurück, Schwingt freudig euch empor, BWV 36c, die er für den Geburtstag eines Lehrers an der Universität Leipzig geschrieben hatte. Deren Text wurde möglicherweise von Picander verfasst, der ihn zu einer Glückwunschkantate für Charlotte Friederike Wilhelmine von Anhalt-Köthen, Steigt freudig in die Luft, BWV 36a, umarbeitete. Diese Kantate wurde am 30. November 1725 erstmals aufgeführt. Eine weitere Version war, vermutlich 1735, die Glückwunschkantate für ein Mitglied der Leipziger Juristenfamilie Rivinius, Die Freude reget sich, BWV 36b.
Bach arbeitete die Kantate zu einer Kirchenkantate um, indem er vier ihrer Sätze kombinierte und durch die letzte Strophe von Philipp Nicolais Kirchenlied Wie schön leuchtet der Morgenstern abschloss. Der Librettist dieser Bearbeitung, die sich eng an den Text der weltlichen Kantate anlehnt, ohne näher auf die Lesungen einzugehen, ist unbekannt. Klaus Hofmann bemerkt, dass der jubelnde Eingangschor gut zum Evangelium vom Einzug Jesu in Jerusalem passt, das die „jubelnden Hosianna-Rufe des Volkes“ erwähnt. Das Datum der Bearbeitung ist ebenfalls nicht bekannt, da sie nur in einer Abschrift von Bachs Schüler Christoph Nichelmann erhalten ist.
1731 schließlich nahm Bach eine grundlegende Umarbeitung vor und schrieb eine neue Partitur. Er wechselte die Arien nicht mit Rezitativen ab, sondern mit drei weiteren Kirchenliedstrophen, die er Martin Luthers Nun komm, der Heiden Heiland entnahm. Mit diesem Hauptlied für den 1. Advent hatte er bereits 1714 seine Kantate zum gleichen Anlass begonnen, Nun komm, der Heiden Heiland, BWV 61, und in seinem Jahrgang von Choralkantaten 1724 hatte er es der Kantate Nun komm, der Heiden Heiland, BWV 62, zugrunde gelegt. Die Liedstrophen „verankern nun gewissermaßen die Kantate fest auf adventlichem Grund, geben ihr liturgische Eindeutigkeit und einen klaren inhaltlichen Bezug“. Bach legte die neue Kantate zweiteilig an, vor und nach der Predigt zu musizieren. Er beschloss Teil I mit einer Strophe von Nicolais Lied. Im textlichen Zusammenhang wählte er die sechste Strophe. Teil II beschloss er mit der letzten Strophe des Lutherliedes.
Bach führte die Kantate am 2. Dezember 1731 erstmals auf, eine Woche nach Wachet auf, ruft uns die Stimme, BWV 140.

## Besetzung und Aufbau
Die Kantate ist gesetzt für vier Solisten (Sopran, Alt, Tenor und Bass), vierstimmigen Chor, zwei Oboen d’amore, zwei Violinen, Viola und Basso continuo.
Teil I
1. Coro: Schwingt freudig euch empor
2. Choral (Sopran, Alt): Nun komm, der Heiden Heiland
3. Aria (Tenor): Die Liebe zieht mit sanften Schritten
4. Choral: Zwingt die Saiten in Cythara

Teil II
1. Aria (Bass): Willkommen, werter Schatz!
2. Choral (Tenor): Der du bist dem Vater gleich
3. Aria (Sopran): Auch mit gedämpften, schwachen Stimmen
4. Choral: Lob sei Gott dem Vater g’ton

## Musik
Der Eingangschor beginnt mit einem Ritornell, das von gegensätzlichen Motiven dominiert wird: Die Streicher spielen kurze Aufschwungsmotive in Triolen, die Oboen d’amore eine ausgedehnte Melodie. Auch die Einsatzfolge von der tiefsten Singstimme zur höchsten veranschaulicht den Aufschwung, von dem der Text spricht. Wie in der weltlichen Vorlage besteht der Satz aus zwei ähnlichen Teilen, jeder davon aus zwei kontrastierenden Abschnitten, „Schwingt freudig euch empor zu den erhabnen Sternen“ und „Doch haltet ein!“. John Eliot Gardiner beschreibt den Satz als „geistliches Madrigal – kapriziös, leichtgefügt und zutiefst befriedigend, wenn erst einmal alle technischen Anforderungen, die ihre Virtuosität ausmachen, bewältigt wurden: diese kniffligen Läufe, Variationen, und chromatischen Intervalle in allen Stimmen und die Ketten aus Triolenfigurationen in den unisono geführten Oboen d’amore und ersten Violinen“.
Alle drei Vertonungen von Liedstrophen aus Luthers Choral sind unterschiedlich, beginnend mit einem Duett für Sopran und Alt für die erste Strophe. Die Stimmen werden von den Oboen d’amore verdoppelt und bringen den Text in Abschnitten verschiedener Länge, in sechzehn Takten für das abschließende „Gott solch Geburt ihm bestellt“. Alfred Dürr beschreibt die „aufs äußerste gesteigerte Expressivität“, die „flehenden Sextensprünge“ für den Ruf „nun komm“, Synkopen in „des sich wundert alle Welt“, und chromatische Kühnheiten in der Schlusszeile. Die Tenor-Arie beleuchtet „Die Liebe zieht mit sanften Schritten“, dabei wirkt die Oboe d’amore, das „Klangsymbol der Liebe“, als Obligat-Instrument mit. Der Satz spielt auf das Bild Jesu als Bräutigams und der Seele als der Braut an. Auf dieser Vorstellung beruht auch Nicolais Lied, dessen Strophe Teil I in „mitreißender vierstimmiger Harmonisierung“ beschließt.
Die Bass-Arie, mit der Teil II beginnt, „Willkommen, werter Schatz!“, erinnert an den ersten Satz und vermeidet eine da-capo-Struktur. Sie stellt den symbolischen Eintritt Christi in die Herzen der Gläubigen dar. Die nächste Liedstrophe wird vom Tenor als Cantus firmus vorgetragen, während die Oboen d’amore einen „Wirbel aus Sechzehnteln mit der Vortragsbezeichnung molt’ allegro“ spielen. Dürr sieht darin den Ausdruck für den „Kampf und Sieg des Gottessohnes über das „krank Fleisch“ des Menschen“. Gardiner beschreibt die letzte Arie als „Berceuse, die reines Entzücken ist“ und vergleicht sie mit der Echo-Arie aus Teil IV in Bachs Weihnachtsoratorium. Der Text „Auch mit gedämpften, schwachen Stimmen“ wird durch eine gedämpfte Solovioline verdeutlicht. Der Schlusschoral ist ein schlichter vierstimmiger Satz.

## Einspielungen
LP / CD
- Bach Made in Germany Vol. 1 – Cantatas I. Günther Ramin, Thomanerchor, Gewandhausorchester, Elisabeth Meinel-Asbahr, Rolf Apreck, Johannes Oettel. Leipzig Classics, 1952.
- J. S. Bach: Kantaten BWV 36, BWV 64. Wilhelm Ehmann, Westfälische Kantorei, Deutsche Bachsolisten, Maria Friesenhausen, Andrea von Ramm, Johannes Feyerabend, Hartmut Ochs. Cantate, 1969.
- J. S. Bach: Das Kantatenwerk – Geistliche Kantaten, Vol. 2. Nikolaus Harnoncourt, Wiener Sängerknaben, Chorus Viennensis, Concentus Musicus Wien, Solist der Wiener Sängerknaben, Paul Esswood, Kurt Equiluz, Ruud van der Meer. Teldec, 1974.
- Bach Made in Germany Vol. 4 – Cantatas VIII. Hans-Joachim Rotzsch, Thomanerchor, Neues Bachisches Collegium Musicum, Arleen Augér, Peter Schreier, Siegfried Lorenz. Eterna, 1981.
- Die Bach Kantate Vol. 61. Helmuth Rilling, Gächinger Kantorei, Bach-Collegium Stuttgart, Arleen Augér, Gabriele Schreckenbach, Peter Schreier, Walter Heldwein. Hänssler, 1982.
- J. S. Bach: Advent Cantatas. John Eliot Gardiner, Monteverdi Choir, English Baroque Soloists, Nancy Argenta, Petra Lang, Anthony Rolfe Johnson, Olaf Bär. Archiv Produktion, 1992.
- J. S. Bach: Adventskantaten. Philippe Herreweghe, Collegium Vocale Gent, Sibylla Rubens, Sarah Connolly, Christoph Prégardien, Peter Kooy. Harmonia Mundi France, 1996.
- Bach: Cantata Advent/Cantata Christmas. Wolfgang Kelber, Heinrich-Schütz-Ensemble München, Monteverdi-Orchester München, Silke Wenzel, Reiner Schneider-Waterberg, Kobie van Rensburg, Christian Hilz. Calig-Verlag, 1996.
- Bach Edition Vol. 14 – Cantatas Vol. 7. Pieter Jan Leusink, Holland Boys Choir, Netherlands Bach Collegium, Ruth Holton, Sytse Buwalda, Knut Schoch, Bas Ramselaar. Brilliant Classics, 2000.
- J. S. Bach: Complete Cantatas, Vol. 18. Ton Koopman, Amsterdam Baroque Orchestra & Choir, Sandrine Piau, Bogna Bartosz, James Gilchrist, Klaus Mertens. Antoine Marchand, 2002.
- Thomanerchor Leipzig – Das Kirchenjahr mit Bach, Vol. 1: Advent – Kantaten BWV 36, 61, 62. Sigiswald Kuijken, La Petite Bande, Gerlinde Sämann, Petra Noskaiová, Christoph Genz, Jan van der Crabben. Accent, 2008.
- Bach Made in Germany Vol. 1 – Cantatas I. Georg Christoph Biller, Thomanerchor, Gewandhausorchester, Solisten des Thomanerchores, Christoph Genz, Andreas Scheibner. Rondeau Production, 2009.
- J. S. Bach: Cantatas Vol. 47. Masaaki Suzuki, Bach Collegium Japan, Hana Blažíková, Robin Blaze, Satoshi Mizukoshi, Peter Kooij. BIS, 2010.

DVD
- „Schwingt freudig euch empor“ BWV 36. Rudolf Lutz, Chor und Orchester Schola Seconda Pratica (Konzertmeister John Holloway), Nuria Rial, Claude Eichenberger, Julius Pfeifer, Klaus Häger. Mit Einführungs-Workshop sowie Reflexion von Urs Widmer. Gallus Media, 2008. (Online: Werkeinführung, Aufführung, Reflexion)